# Nissan Avenir
Der Nissan Avenir ist ein von 1990 bis 2005 in zwei Generationen von dem japanischen Automobilhersteller Nissan hergestellter, hauptsächlich in Japan verkaufter Mittelklasse-Kombi.

## Nissan Avenir (W10/PW10) (1990–1998)

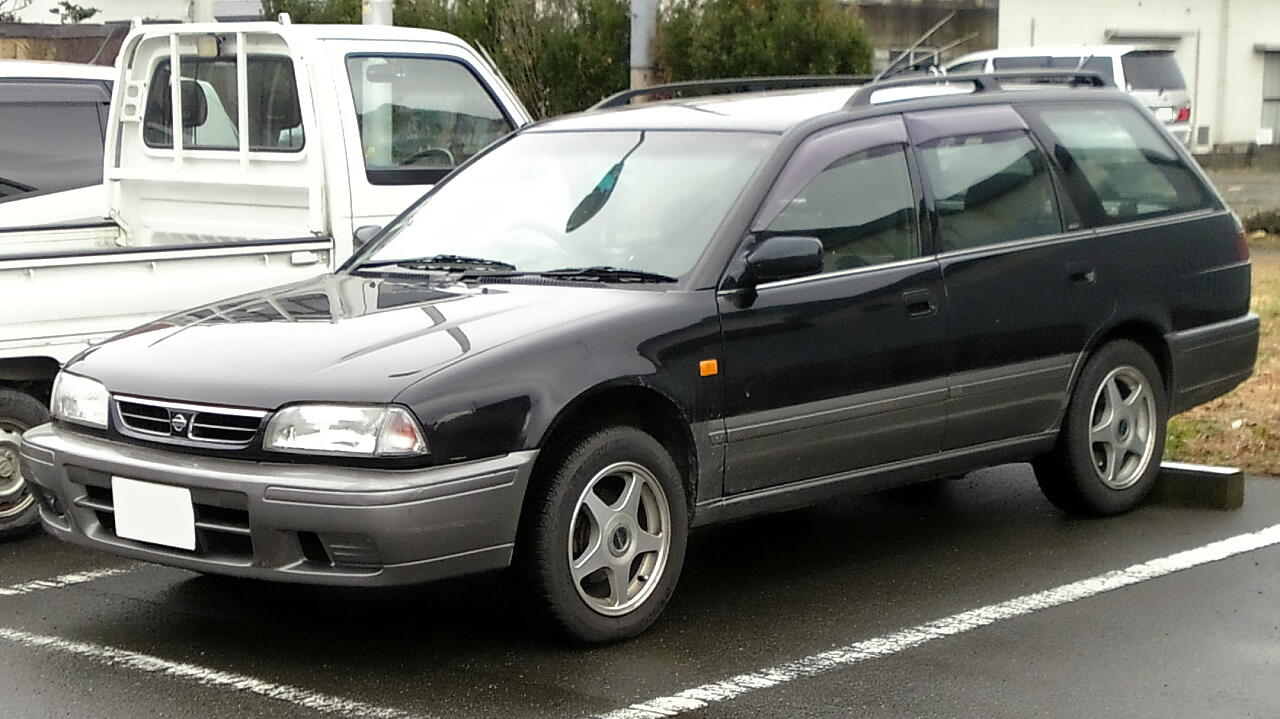
Nissan Avenir W10

Der erste Avenir wurde im Mai 1990 vorgestellt und ersetzte ab 1991 den mit der Baureihe U13 eingestellten Nissan-Bluebird-Kombi; verwandt war er mit dem etwa gleichzeitig in Europa eingeführten Nissan Primera, als dessen Kombivariante er anfangs (mit leicht geänderter Heckpartie) exportiert wurde. In Japan wurden Vierzylindermotoren von 1,8 und 2,0 Litern Hubraum mit zwei obenliegenden Nockenwellen (Typen SR18DE und SR20DE) und Benzineinspritzung angeboten. Der Antrieb erfolgte im Regelfall auf die Vorderräder, auf Wunsch gab es auch Allradvarianten.
Im Januar 1993 erfolgte eine kosmetische Änderung(Typ PW10) und die Einführung eines Zweiliter-Turbodieselmotors (Typ CD20T; 67 kW/91 PS). Ab 1995 war das Allradmodell als Avenir Salut GT auch mit einer Turboversion des Zweiliter-Benziners zu haben (Typ SR20DET; 154 kW/210 PS).

## Nissan Avenir (W11) (1998–2005)

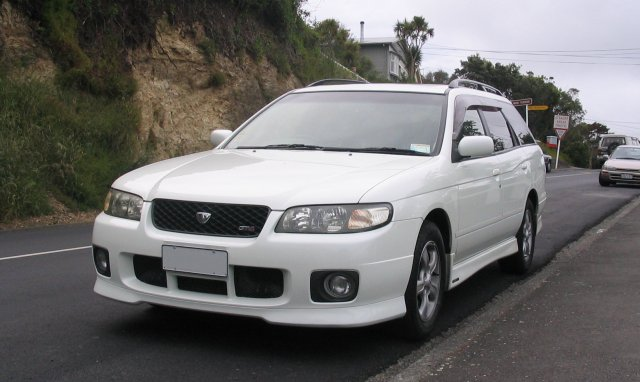
Nissan Avenir W11

Im August 1998 erfolgte die Ablösung durch den Typ W11 mit etwas größerer Karosserie. Neuer Basismotor war der 1,8-Liter Typ QG18DE (92 kW/125 PS), darüber rangierten die bekannten Saug- und Turbozweiliter (letzter nun 168 kW/230 PS stark) und ein Zweiliter-Turbodiesel (Typ CD20ET).